# Ondino Viera
Ondino Viera (Cerro Largo, 10 september 1901 – Montevideo, 27 juni 1997) was een Uruguayaans voetbalcoach. In zijn lange carrière won hij verscheidene titels met Zuid-Amerikaanse clubs.

## Carrière

### Aanvang Uruguay en Argentinië
Als speler had Viera geen noemenswaardige carrière. In 1928 werd hij reeds trainer van Cerro Largo FC dat het hele departement vertegenwoordigde. In 1930 volgde hij een trainerscursus bij Alberto Suppici, die dat jaar de nationale ploeg naar de wereldtitel geholpen had.
In 1932 werd in Uruguay het profvoetbal ingevoerd. Viera was in deze tijd trainer van topclub Club Nacional de Football uit de hoofdstad Montevideo. Hoofdtrainer van de club was vanaf 1933 wel de Hongaar Américo Szigeti. Nacional werd in 1933 en 1934 landskampioen.
In 1936 trok hij naar de andere kant van de Rio de la Plata en ging in de Argentijnse hoofdstad Buenos Aires topclub CA River Plate trainen. Hij won de titel met deze club in 1936 en 1937. Viera trainde niet zomaar een elftal maar een legendarisch elftal. Door de aankoop van Bernabé Ferreyra met een transferbedrag dat twintig jaar lang zou stand houden als hoogste transfersom werd de club Millonarios genoemd. Andere spelers zoals Carlos Peucelle, José Manuel Moreno en Adolfo Pedernera zijn nog steeds ronkende namen in de Argentijnse voetbalgeschiedenis.

### Succes in Brazilië
In 1938 trok hij naar de toenmalige Braziliaanse hoofdstad Rio de Janeiro waar hij tot 1941 trainer was bij Fluminense FC. Zijn laatste seizoen bij de club was het eerste waarin de competitie volgens de officiële FIFA-regels gespeeld werd. In 1940 en 1941 werd Fluminse kampioen van de staat Rio de Janeiro, een algemene Braziliaanse competitie bestond toen nog niet.
In 1942 maakte hij de overstap naar stadsrivaal CR Vasco da Gama dat in die tijd achter Fluminense, CR Flamengo, Botafogo FR en América FC slechts de vijfde club van de stad was. Viera voerde niet enkel de typische diagonale streep, geïnspireerd door River Plate, in op de tenues van Vasco maar zorgde ook voor tactische innovaties door de invoering van het 4-2-4 systeem. In 1942 werd de voormalige bokser Mário Américo masseur en fysisch verzorger bij de club. Vanaf 1950 tot 1974 was hij zeven WK’s op rij de fysisch verzorger van de Braziliaanse nationale ploeg.
In 1945 won Vasco voor de zesde keer de titel en was hierbij ongeslagen. De grondstenen werden gelegd voor een succesvol team dat de volgende jaren nog titels won met spelers als  Ademir, Lelé, Isaías, Jair da Rosa Pinto en Chico. In 1946 werd Viera vervangen door Ernesto Santos en in 1947 ging hij aan de slag bij Botafogo. Hij leidde Botafogo naar de derde opeenvolgende tweede plaats, achter Vasco, dat met nieuwe traine Flávio Costa aan een succesvolle periode begonnen was.
Enkele sterspelers bij Botafogo waren Heleno de Freitas en Octávio. Zijn opvolger Zezé Moreira won in 1948 met Botafogo de langverwachte titel. Viera zelf werd inmiddels weer trainer van Fluminense en won met de club het Torneio Municipal, na drie finalewedstrijden.
In 1950 werd Viera trainer bij Bangu AC en volgde zo Zezé Moreira’s broer Aymoré Moreira op. Hij bleef hier tot in januari 1953 en werd in 1951 vicekampioen. In het Torneio Rio-São Paulo bereikte Bangu een verdienstelijke derde plaats.
Na jaren in Rio de Janeiro maakte hij in 1953 de overstap naar de stad São Paulo en ging aan de slag bij SE Palmeiras, waar hij opnieuw trainer werd van speler Jair da Rosa Pinto. Door tegenvallende resultaten werd hij daar echter ontslagen. Van mei 1954 tot februari 1955 werd hij trainer van Atlético Mineiro uit Belo Horizonte

### Terugkeer naar Uruguay en bondscoach
In 1955 keerde hij terug naar Uruguay en werd weer trainer bij Nacional. Hij won drie titels op rij met de club van 1955 tot 1957. In 1958 werd Nacional vicekampioen en won in juni van dat jaar in de Spaanse stad A Coruña de Trofeo Teresa Herrera tegen CR Flamengo. Het was de eerste keer dat een Uruguayaans team de trofee mee naar huis nam.
In 1963 werd hij voor het eerst bondscoach, van de Paraguyanen. Bij het Zuid-Amerikaans kampioenschap werd Paraguay tweede achter de verrassende winnaar, gastland Bolivia. Hierna werd hij trainer bij de Paraguyaanse club Guaraní uit de hoofdstad Asunción en won hiermee in 1964 de landstitel. In 1965 keerde hij terug naar Uruguay en werd trainer van middenmoter Cerro.
Datzelfde jaar nog werd hij bondscoach van zijn eigen land en begeleidde het team op het WK 1966 in Engeland. Hier werd hij de eerste trainer in de geschiedenis die zijn eigen zoon, Milton Viera, opstelde op een WK. Uruguay speelde met een 1-4-4-1 systeem. In de openingswedstrijd tegen de latere wereldkampioen bleef de 0 op het bord. Het zou de enige wedstrijd worden dit toernooi dat de Engelsen niet kon den winnen. Uruguay slaagde erin de kwartfinale te behalen en verloor hierin met 4:0 van West-Duitsland. Uit Uruguayaans oogpunt was deze wedstrijd niet onomstreden. Aan de 1:0 in de twaalfde minuut ging een handspel van Karl-Heinz Schnellinger vooraf. De andere drie Duitse treffers volgden toen de Engelse scheidsrechter Jim Finney in de 49ste en 54ste minuut twee Uruguayanen van het veld stuurde. Nadat in de andere kwartfinale er ook onterecht gefloten werd in de wedstrijd Engeland-Argentinië en zo de Zuid-Amerikaanse teams uit het toernooi geknikkerd werden, dacht men in Zuid-Amerika aan een complottheorie. In 1967 volgde Enrique Fernández Viera op bij de Celeste.
In 1967 keerde Viera nog eenmaal naar Rio terug om weer aan de slag te gaan bij Bangu. In 1969 werd hij trainer bij de Argentijnse provincieclub CA Colón, dat pas in 1966 voor het eerst in de hoogste klasse speelde. In 1971 en 1972 trainde hij nog de Uruguayaanse clubs uit de hoofdstad 
Liverpool FC en CA Peñarol. Met Liverpool werd hij derde in de competitie, wat tot dan toe het beste resultaat in de clubgeschiedenis was. Bij Peñarol werd hij tijdens het seizoen vervangen door Néstor Goncalves.
Een bekende uitspraak van Viera is "Andere landen hebben hun geschiedenis, Uruguay heeft zijn voetbal."
Viera overleed in 1997 op de gezegende leeftijd van 96 jaar aan een hartverlamming.
- Rogério Revelles: Ondino Viera… o futebol como ciência, Tardes de Pacaembu, 2020-06-29
- Martín Tabeira: Uruguay - Winning Coaches Professional Era, Rec.Sport.Soccer Statistics Foundation, 2016-06-23